# Montebelloöarna
Montebelloöarna är en ögrupp cirka 130 kilometer utanför Australiens västkust, som politiskt tillhör den australiska delstaten Western Australia. Ögruppen består av omkring 174 öar, varav 35 är namngivna. De två huvudöarna är Hermite Island och Trimouille Island, som gavs sina namn av den franske upptäckaren Nicolas Baudin 1801.
Från slutet av 1800-talet och fram till andra världskriget var öarna en viktig bas för pärlfiske. Under 1950-talet togs öarna i anspråk för det brittiska kärnvapenprogrammet och den 3 oktober 1952 detonerade Storbritanniens första atombomb, Operation Hurricane, i en vik utanför Trimouille Island. Denna följdes av ytterligare två tester vid Montebelloöarna under 1956.
Stäppklimat råder i trakten. Årsmedeltemperaturen i trakten är 25 °C. Den varmaste månaden är februari, då medeltemperaturen är 28 °C, och den kallaste är juni, med 23 °C. Genomsnittlig årsnederbörd är 335 millimeter. Den regnigaste månaden är juni, med i genomsnitt 116 mm nederbörd, och den torraste är juli, med 1 mm nederbörd.